# Angela Ragusa
Angela Ragusa (Taranto, 3 luglio 1950) è una traduttrice e scrittrice italiana. Si specializza in libri per ragazzi e bambini.

## Biografia
Laureata in Scienze politiche a Firenze, ha iniziato a tradurre dal 1993. L'attività di scrittrice è invece iniziata nel 2001. Vive in Sardegna, ed è sposata con l'americano Bill Woolf.

## Opere

### Libri
- Astolfo sulla Luna (2003)
- I cavalieri del vento (2006)
- Luci di mezzanotte (2008)
- L'albero delle 1000 dolcezze (2009)
- I guardiani della notte (2009)
- La casa delle rondini (2011)
- Tutti pazzi per Angelica (2015)
- Lo scoiattolo che amava il cioccolato (2017)
- Un amore sul Gange (2017)
- Il segreto del canyon (2018)

### Saggistica (parziale)
- Tradurre: un mestiere o un'arte?, Kykéion, n° 5, maggio 2001.
- La giornata del traduttore, Annuario Andersen, 2004.
- Introduzione, Cime tempestose (Wuthering Heights) di Emily Brontë, Giunti Editore, 2005.
- Introduzione, Tre uomini in barca (Three Men in a Boat) di Jerome K. Jerome, Giunti Editore, 2007.

### Traduzioni
Angela Ragusa ha tradotto più di 250 libri. Vengono qua selezionate le traduzioni più notevoli.
- Harry Potter e l'Ordine della Fenice e Il richiamo del cuculo,  di J. K. Rowling
- Lo straordinario viaggio di Edward Tulane, di Katie DiCamillo
- Il popolo del tappeto, L'impossibile avventura di J. M., J.M e la bomba, di Terry Pratchett
- Le luci di Atlantide, di Marion Zimmer Bradley
- Nonnina, Diamanti al cioccolato, Villa Ghiacciaossa e Tempi tempestosi a Villa Ghiacciaossa, di Anthony Horowitz
- La tessera della biblioteca Stargirl, Per sempre Stargirl, La schiappa e Tiro al piccione, di Jerry Spinelli
- Cronache di Boscofondo, Mezzanotte a Santafrasso e Cronache di Bordo, di Paul Stewart e Chris Riddler
- Artemis Fowl, La leggendaria storia di Verruca Murphy e del suo terribile sparapatate e I predatori blu, di Eoin Colfer
- La chiave segreta dell’universo, Caccia al tesoro nell'universo e La chiave segreta dell’universo, di Lucy e Stephen Hawking
- Paddington, di Michael Bond
- La gatta con gli stivali e Il natale di Peter Coniglio, di Beatrix Potter
- I maghi di Caprona, di Diana Wynne Jones

## Premi
- Premio Andersen-Baia delle Favole per Miglior traduttore dell'anno come traduttrice per Monster (1995)[3]
- IBBY Honour List, come traduttrice per La lista dei desideri (2004)[4]
- Premio Cento, come scrittrice per I cavalieri del vento (2006)[5]
- Finalista Premio Strega Ragazze e Ragazzi 2018, come traduttrice per Il grido del lupo (2018)[3]
- Premio Andersen 2021: Miglior libro mai premiato, come traduttrice per Le avventure del Topolino Desperaux (2021)[6]